# Haywood (Herefordshire)
Pour les articles homonymes, voir Haywood.
Haywood est une paroisse civile du Herefordshire, en Angleterre.